# ديوي بانل
ديوي بانل (بالإنجليزية: Dewey Bunnell)‏ هو كاتب أغاني وعازف قيثارة ومغني ومغن مؤلف أمريكي، ولد في 19 يناير 1952 في هاروغيت في المملكة المتحدة.

## وصلات خارجية
- ديوي بانل على موقع IMDb (الإنجليزية)
- ديوي بانل على موقع ميوزك برينز (الإنجليزية)
- ديوي بانل على موقع قاعدة بيانات الأفلام السويدية (السويدية)
- ديوي بانل على موقع إن إن دي بي (الإنجليزية)
- ديوي بانل على موقع أول ميوزيك (الإنجليزية)
- ديوي بانل على موقع ديسكوغز (الإنجليزية)
- ديوي بانل على موقع كينوبويسك (الروسية)